# Pfaffenhofen (Tirol)
Pfaffenhofen ([p͡fafn̩ˈhoːfn̩] ) ist eine Gemeinde mit 1286 Einwohnern (Stand 1. Jänner 2024) im Bezirk Innsbruck-Land in Tirol (Österreich).

## Geografie
Pfaffenhofen liegt im Oberinntal bei Telfs, südlich des Inn. Höchster Punkt der Gemeinde ist der 2796 m hohe Hocheder in den Stubaier Alpen. Siedlungsmäßig ist der Ort mit Telfs und Oberhofen verbunden. Westlich schließt mit der Gemeinde Rietz der Bezirk Imst an.

### Gemeindegliederung
Pfaffenhofen besteht aus einer einzigen, gleichnamigen Katastralgemeinde.
| Katastralgemeinden      | Ortschaften in der Gemeinde |
| ----------------------- | --------------------------- |
| Pfaffenhofen (7,00 km²) | Pfaffenhofen (D)            |
| Legende                 |                             |

| In der Spalte Katastralgemeinden sind sämtliche Katastralgemeinden einer Gemeinde angeführt. In der Klammer ist die jeweilige Fläche in km² angegeben. |
| In der Spalte Ortschaften sind sämtliche von der Statistik Austria erfassten Siedlungen, die auch eine eigene Ortschaftskennziffer aufweisen, angeführt. In der Hierarchieebene derselben Spalte, rechts eingerückt, werden nur Ansiedlungen, die mindestens aus mehreren Häusern bestehen, dargestellt. Die wichtigsten der verwendeten Abkürzungen sind: - M = Hauptort der Gemeinde - Stt = Stadtteil - R = Rotte - W = Weiler - D = Dorf - ZH = Zerstreute Häuser - Sdlg = Siedlung - Hgr = Häusergruppe - E = Einzelgehöft (nur wenn sie eine eigene Ortschaftskennziffer haben) Die komplette Liste der Statistik Austria ist in: Topographische Siedlungskennzeichnung nach STAT Zu beachten ist, dass manche Orte unterschiedliche Schreibweisen haben können. So können sich Katastralgemeinden anders schreiben als gleichnamige Ortschaften bzw. Gemeinden. Quelle: Statistik Austria – |

Die Gemeinde liegt im Gerichtsbezirk Telfs.

### Nachbargemeinden
Zwei der drei Nachbargemeinden liegen im Bezirk Innsbruck-Land, eine im Bezirk Imst.
|                     | Telfs                                       |                     |
| Rietz (Bezirk Imst) | Kompassrose, die auf Nachbargemeinden zeigt | Oberhofen im Inntal |
|                     | Oberhofen im Inntal                         |                     |

## Geschichte
Lange bevor der Name „Pfaffenhofen“ existierte, lebten Menschen auf diesem Boden. Die Besiedlung des Talbeckens geht bis in die Urnenfelderkultur zurück. Archäologische Funde auf dem Ematbödele in Telfs und unter anderem auf dem „Trappeleacker“ in Pfaffenhofen bezeugen, dass das Gebiet während der letzten 3000 Jahre hindurch besiedelt war.
Früh siedelten sich Christen in der Gemeinde an. Im 5. Jahrhundert ließ sich sogar ein Wanderbischof für einige Zeit in Pfaffenhofen nieder. Der Bischofssitz aus dieser Zeit ist heute noch unter dem Presbyterium der Pfarrkirche Mariä Himmelfahrt zu bewundern.
Die erste urkundliche Erwähnung Pfaffenhofens stammt aus dem Jahr 1197. In einer Urkunde beendete Bischof Eberhard von Brixen den Streit um ein Gut in „Phafenhofen“ zwischen dem Stift St. Ulrich in Augsburg und Brixner Kanonikern. Die jüngere Forschung geht allerdings davon aus, dass es sich bei dem Ort in Wirklichkeit um Pfaffenhofen an der Glonn handelt, wo das Stift St. Ulrich – im Gegensatz zum tirolischen Pfaffenhofen – seit dem 12. Jahrhundert über umfangreiche Besitzungen verfügte.
1239 wird die Burg Hörtenberg erstmals urkundlich erwähnt. Um 1300 herum war die heutige Ruine Hörtenberg Gerichtsstand eines größeren Bezirks. Hörtenberg wurde vom Graf Meinrad II. von Tirol von der früheren Lehenschaft der Grafen von Eschenlohe gekauft und ging somit als Einverleibung endgültig nach Tirol.
Am 5. August 1706 entzündete ein einschlagender Blitz den dort lagernden Pulvervorrat von rund 1500 Zentnern, und das Schloss flog in die Luft. Übrig blieb nur der noch bestehende Burgfried, der heute zum Schutz vor weiterem Verfall mit einem Dach versehen ist. Die Gemeinde erwarb die Burgruine samt ihren Anlagen und hat seither in die Infrastruktur und in die Erhaltung investiert, sodass die Burgruine über die Sommermonate als Ausflugsziel und Veranstaltungsstätte zur Verfügung steht.

### Bevölkerungsentwicklung
EinwohnerJahr2004006008001000120014001860189019201950198020102040EinwohnerEinwohnerentwicklung von Pfaffenhofen

## Kultur und Sehenswürdigkeiten
- Burgruine Hörtenberg

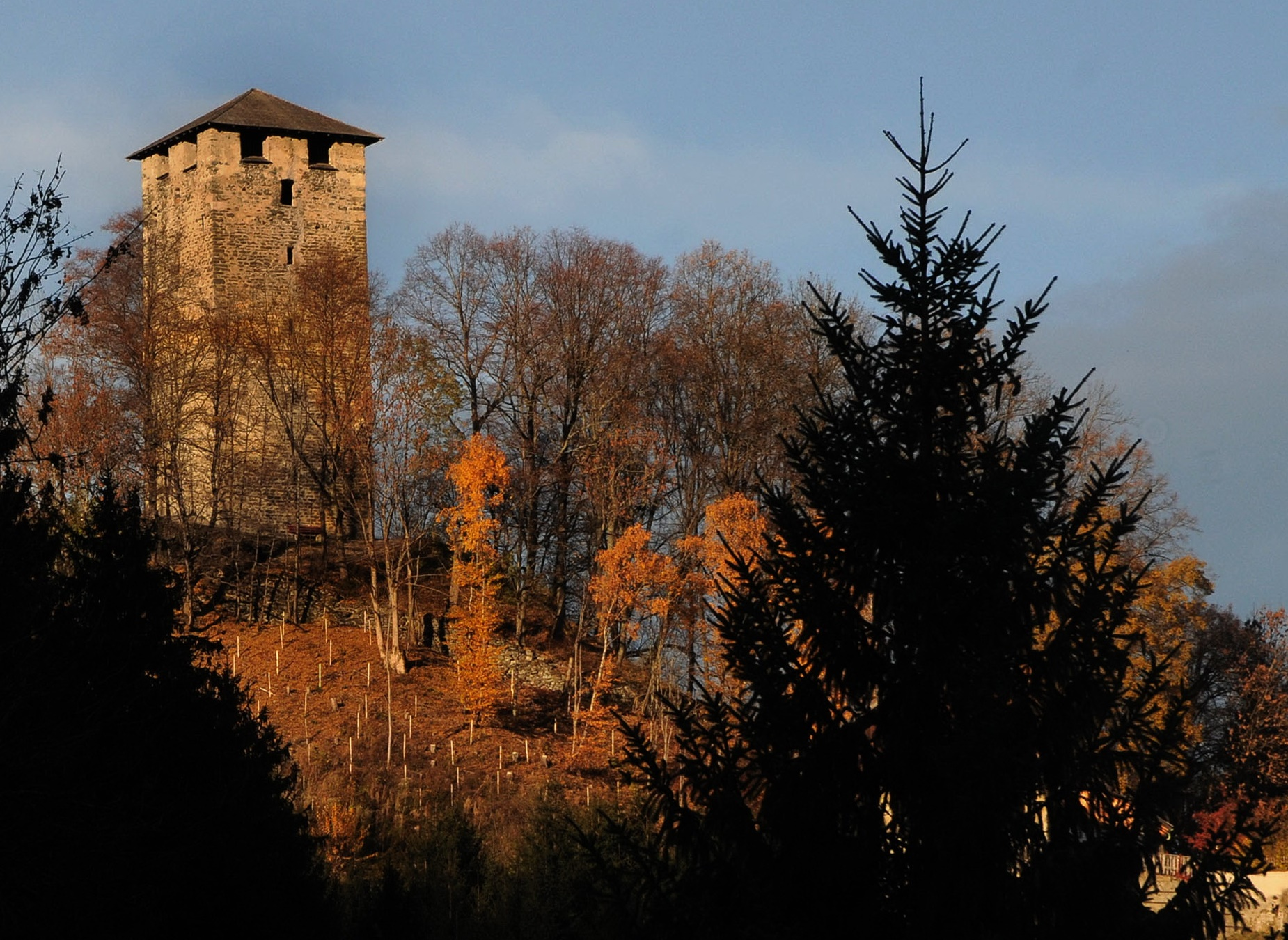
Burgruine Hörtenberg

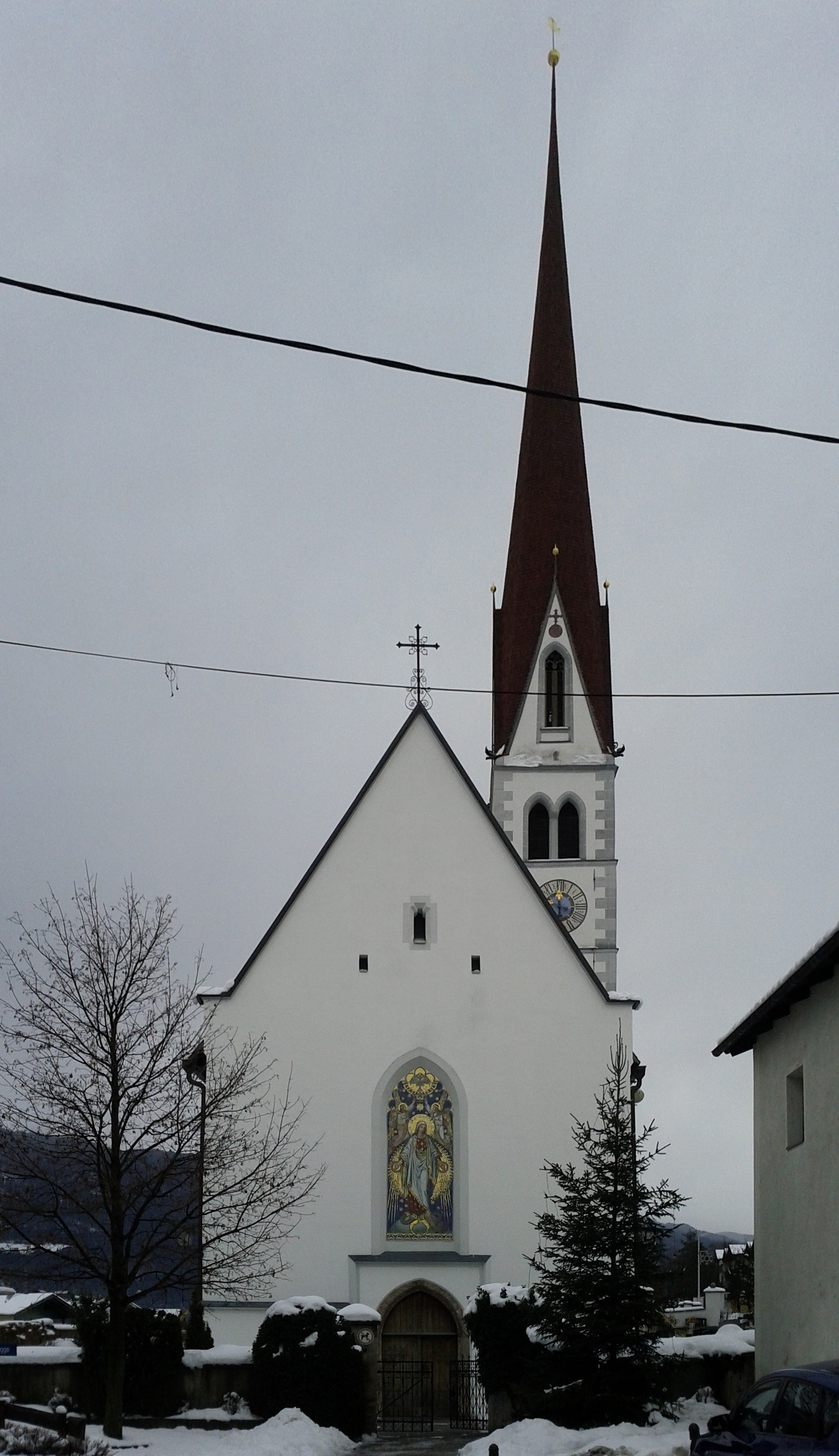
Pfarrkirche Pfaffenhofen

- Katholische Pfarrkirche Pfaffenhofen Mariä Himmelfahrt

## Wirtschaft und Infrastruktur

### Wirtschaftssektoren
Von den acht landwirtschaftlichen Betrieben des Jahres 2010 wurde einer im Haupt-, vier im Nebenerwerb und drei von juristischen Personen geführt. Diese drei bewirtschafteten 94 Prozent der Flächen. Im Produktionssektor arbeiteten 52 Erwerbstätige in der Bauwirtschaft, 48 in Wasserver- und Abfallentsorgung und 5 im Bereich Herstellung von Waren. Die größten Arbeitgeber des Dienstleistungssektors waren die Bereiche Handel (165) und soziale und öffentliche Dienste (74 Mitarbeiter).
| Wirtschaftssektor            | Anzahl Betriebe | Anzahl Betriebe | Erwerbstätige | Erwerbstätige |
| Wirtschaftssektor            | 2011            | 2001            | 2011          | 2001          |
| ---------------------------- | --------------- | --------------- | ------------- | ------------- |
| Land- und Forstwirtschaft 1) | 8               | 10              | 2             | 3             |
| Produktion                   | 13              | 13              | 105           | 110           |
| Dienstleistung               | 55              | 29              | 320           | 239           |

1) Betriebe mit Fläche in den Jahren 2010 und 1999

### Arbeitsmarkt, Pendeln
Im Jahr 2011 lebten 521 Erwerbstätige in Pfaffenhofen. Davon arbeiteten 74 in der Gemeinde, 86 Prozent pendelten aus. Aus den umliegendem Gemeinden kamen 353 Menschen zur Arbeit nach Pfaffenhofen.

### Verkehr

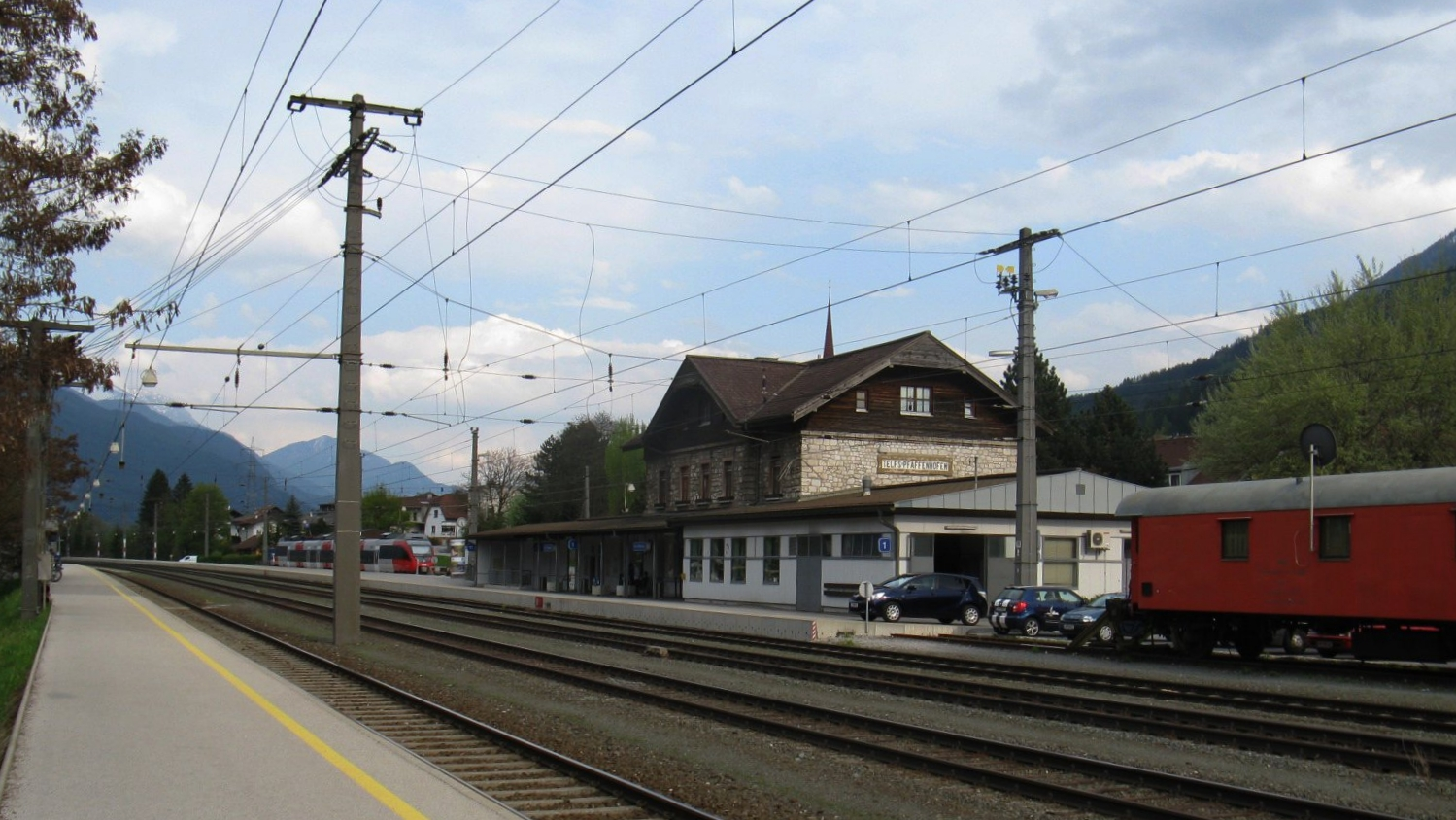
Bahnhof Telfs-Pfaffenhofen

- Straße: Pfaffenhofen liegt an der Tiroler Straße B 171 und der Völser Straße L 11. An die Inntalautobahn A 12 ist es über die Ausfahrt Telfs-West (Exit 105) angebunden.
- Bahn: Arlbergbahn mit dem Bahnhof Telfs-Pfaffenhofen, welcher auf Pfaffenhofer Gemeindegebiet liegt. Dort verkehren im 30-Minuten-Takt alternierend Schnellbahnzüge der S-Bahn Tirol der Linien  und .

## Politik

### Gemeinderat
Der Gemeinderat hat 13 Mitglieder.
- Nach den Gemeinderats- und Bürgermeisterwahlen in Tirol 1998 hatte der Gemeinderat folgende Verteilung: 7 SPÖ und 4 ÖVP.[8]
- Nach den Gemeinderats- und Bürgermeisterwahlen in Tirol 2004 hatte der Gemeinderat folgende Verteilung: 5 SPÖ, 4 Offene Dorfliste, 2 Liste 4 You und 2 Unabhängige Liste Pfaffenhofen.[9]
- Nach den Gemeinderats- und Bürgermeisterwahlen in Tirol 2010 hatte der Gemeinderat folgende Verteilung: 7 Offene Dorfliste, 2 SPÖ, 2 Unabhängige Liste Pfaffenhofen und 2 Liste 4 you.[10]
- Nach den Gemeinderats- und Bürgermeisterwahlen in Tirol 2016 hatte der Gemeinderat folgende Verteilung: 7 Offene Dorfliste, 4 Liste 4 you und 2 Unabhängige Liste Pfaffenhofen.[11]
- Nach den Gemeinderats- und Bürgermeisterwahlen in Tirol 2022 hat der Gemeinderat folgende Verteilung: 6 Pro Pfaffenhofen (PPF), 5 Offene Dorfliste (ODL) und 2 Liste 4 you (L4Y).[12]

### Bürgermeister
- 1966–? Hans Jungwirth (SPÖ)
- 1988–2009 Heinz Ladurner (SPÖ)[13]
- seit 2009 Andreas Schmid (ÖVP, Offene Dorfliste)[14][15]

### Wappen
Am 28. Oktober 1955 wurde Pfaffenhofen von der Tiroler Landesregierung ein Gemeindewappen verliehen.

Blasonierung:
Ein Schild von Silber (Weiß) und Rot mit Zinnen geteilt. Oben ein schwarzer Dreizack aufrecht, die mittlere erhöhte Dreizackspitze als Pfeil endend, mit einer Pfeilspitze als Stiel.
Die roten Zinnen symbolisieren die Burg Hörtenberg. Der Dreizack entstammt dem Siegel der Herren von Eben, die als eine der ersten das Gericht Hörtenberg innehatten. Die Farben der Gemeindeflagge sind: Weiß-Rot.

## Persönlichkeiten

### Personen mit Bezug zur Gemeinde
- Emil Kaschka (1996), Poetry-Slammer, Autor, Regisseur